# VM i bandy 2004
Verdensmesterskabet i bandy 2004 var det 24. VM i bandy gennem tiden, og mesterskabet blev arrangeret af Federation of International Bandy. Mesterskabet var opdelt i en A-gruppe med fem hold og en B-gruppe med seks hold. A-gruppen blev afviklet i Sverige i perioden 1. – 8. februar 2004, mens B-gruppen blev spillet den 25. – 28. februar i Budapest, Ungarn.
Mesterskabet blev vundet af Finland efter finalesejr over værtslandet og de forsvarende verdensmestre fra Sverige på 5-4 efter forlænget spilletid. Det var Finlands første VM-titel efter at holdet tidligere seks gange havde vundet sølv og 14 gange bronze. Bronzemedaljerne gik til Rusland, som besejrede Kasakhstan med 5-2 i bronzekampen, og som dermed leverede det dårligst russiske resultat ved VM i bandy indtil da. Det var tillige en tangering af Sovjetunionens dårligste VM-placering: bronze i 1987.

## A-VM
A-VM blev spillet i Sandviken, Uppsala, Västerås, Stockholm og Grängesberg i Sverige i perioden 1. – 8. februar 2004. De fem hold spillede først en indledende runde alle-mod-alle. Sejre gav 2 point, uafgjorte 1 point, mens nederlag gav 0 point. De fire bedste hold kvalificerede sig til semifinalerne, hvor nr. 1 mødte nr. 4 og nr. 2 spillede mod nr. 3. Taberne af semifinalerne mødtes i bronzekampen, mens vinderne spillede finale om verdensmesterskabet.

### Indledende runde
| Plac. | Hold       | Kampe | + Mål − | Point |
| ----- | ---------- | ----- | ------- | ----- |
| 1.    | Sverige    | 4     | 31-12   | 7     |
| 2.    | Rusland    | 4     | 22-14   | 4     |
| 3.    | Finland    | 4     | 13-20   | 4     |
| 4.    | Kasakhstan | 4     | 16-31   | 3     |
| 5.    | Norge      | 4     | 16-21   | 2     |

### Finalekampe
| Dato                         | Kamp                 | Resultat |
| ---------------------------- | -------------------- | -------- |
| Semifinaler                  |                      |          |
| 7.2.                         | Sverige - Kasakhstan | 10-30    |
| 7.2.                         | Rusland – Finland    | 3-4      |
| Bronzekamp                   |                      |          |
| 8.2.                         | Rusland – Kasakhstan | 5-2      |
| Finale                       |                      |          |
| 8.2.                         | Sverige – Finland    | •4-5•    |
| • Efter forlænget spilletid. |                      |          |

## B-VM
B-VM blev spillet i Budapest, Ungarn i perioden 25. – 28. februar 2004 med deltagelse af seks hold, som spillede om én oprykningsplads til A-gruppen. Der blev først spillet et gruppespil alle-mod-alle. Sejre gav 2 point, uafgjorte 1 point, mens nederlag gav 0 point. Nr. 1 og 2 i gruppespillet spillede oprykningskamp til A-gruppen, mens nr. 3 og 4 spillede placeringskamp om 3.-pladsen.

### Indledende runde
| Plac. | Hold         | Kampe | + Mål − | Point |
| ----- | ------------ | ----- | ------- | ----- |
| 1.    | USA          | 5     | 42-50   | 10    |
| 2.    | Hviderusland | 5     | 15-13   | 6     |
| 3.    | Canada       | 5     | 20-13   | 5     |
| 4.    | Ungarn       | 5     | 14-19   | 5     |
| 5.    | Estland      | 5     | 12-20   | 4     |
| 6.    | Holland      | 5     | 02-35   | 0     |

### Placeringskampe
| Dato               | Kamp               | Resultat |
| ------------------ | ------------------ | -------- |
| Kamp om 3.-pladsen |                    |          |
| 28.2.              | Canada - Ungarn    | 1-5      |
| Finale             |                    |          |
| 28.2.              | USA - Hviderusland | 12-30    |

### Samlet rangering
| A-VM 2004 | A-VM 2004  |
| --------- | ---------- |
| Guld      | Finland    |
| Sølv      | Sverige    |
| Bronze    | Rusland    |
| 4.        | Kasakhstan |
| 5.        | Norge      |

| B-VM 2004 | B-VM 2004    |
| --------- | ------------ |
| 1.        | USA          |
| 2.        | Hviderusland |
| 3.        | Ungarn       |
| 4.        | Canada       |
| 5.        | Estland      |
| 6.        | Holland      |